# Neuendorf (Lübben (Spreewald))

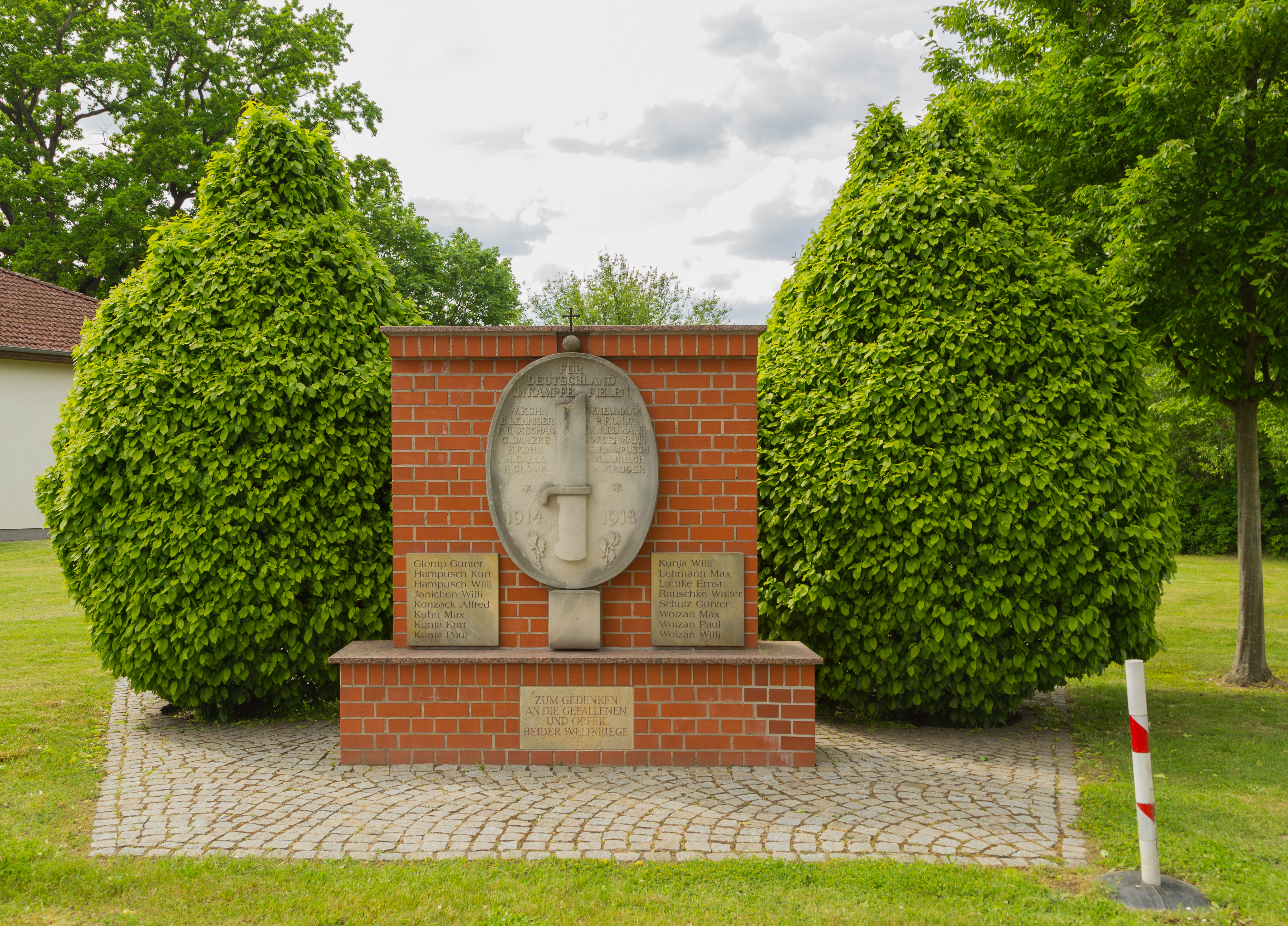
Gefallenendenkmal

Neuendorf (ⓘ), niedersorbisch Nowa Wjas, ist ein Ortsteil der Stadt Lübben (Spreewald) im Landkreis Dahme-Spreewald in Brandenburg.

## Lage
Der Ort Neuendorf liegt in der Niederlausitz, etwa vier Kilometer südwestlich von Lübben und acht Kilometer Luftlinie nordwestlich von Lübbenau. Umliegende Ortschaften sind Treppendorf im Norden, Steinkirchen im Nordosten und Osten, Ragow im Südosten, Klein Radden und Terpt im Süden, Kaden und Duben im Westen sowie Niewitz im Nordwesten. Neuendorf ist unweit des Spreewaldes gelegen und zählt zum amtlichen Siedlungsgebiet der Sorben/Wenden.
Neuendorf liegt an der Bundesstraße 87 zwischen Luckau und Lübben. Die Anschlussstelle Duben an der Bundesautobahn 13 ist etwa drei Kilometer entfernt. Südlich von Neuendorf verläuft die Bahnstrecke Falkenberg–Beeskow, der ehemalige Haltepunkt ist nicht mehr in Betrieb.

## Geschichte
Neuendorf wurde vermutlich im Jahr 1435 als Newendorff erstmals urkundlich erwähnt. Rudolf Lehmann beschreibt den Ort als „blockartiges Zeilendorf“. Der sehr häufig vorkommende Ortsname „Neuendorf“ bezeichnet eine neu angelegte Siedlung, der amtliche sorbische Name „Nowa Wjas“ entspricht dem Deutschen. Bis ins frühe 20. Jahrhundert war als niedersorbischer Ortsname die Bezeichnung „Mešk“ gebräuchlich, die sich als „Ort auf moosigem Boden“ übersetzen lässt. Arnošt Muka bezeichnet den Ort in seinen Werken fälschlicherweise als „Nauendorf“.
Ab 1497 gehörte Neuendorf zum neu begründeten Wilhelmiterkloster auf dem Frauenberg bei Lübben. Der Ort war Teil des Markgraftums Niederlausitz und wurde mit dem Prager Frieden von 1635 endgültig kursächsisch. Für das Jahr 1506 wird ein Dorfrichter erwähnt. Mitte des 16. Jahrhunderts wurde ein Teil der Besitzungen des Wilhelmiterklosters in ein Rittergut umgewandelt. Dieser Teil gehörte zunächst der Familie von Wehlen; später dem Lübbener Generalsuperintendenten sowie bis 1714 der Familie von Stutterheim. Im Jahr 1708 lebten in Neuendorf vier Kossäten bzw. Gärtner und ein Häusler, die eine Schatzung von 700 Gulden an die Gutsherren zu leisten hatten.
Um 1755 hatte der Ort 101 Einwohner, die überwiegend von der Landwirtschaft lebten. In Neuendorf wurden Korn, Weizen, Gerste, Hafer, Erbsen, Heidekorn, Hopfen und Lein sowie Kartoffeln angebaut. Zu dieser Zeit war der Ort noch fast vollständig sorbischsprachig. In der Lübbener Kirchengemeinde, zu der Neuendorf gehörte, wurde bis 1790 in sorbischer Sprache gepredigt. Ab 1767 war die Familie Paschke im Besitz des Gutes Neuendorf. Im Jahr 1810 verzeichnete man im Ort sieben Kossäten und dreizehn Häusler bzw. Büdner. Nach der auf dem Wiener Kongress beschlossenen Teilung des inzwischen zum Königreich erhobenen Sachsen kam die Niederlausitz zum Königreich Preußen. Bei der Gebietsreform im Jahr 1816 wurde der Ort dem Kreis Luckau in der Provinz Brandenburg zugeordnet. In der „Topographisch-statistischen Übersicht des Regierungsbezirks Frankfurt“ wird im Jahr 1818 eine Mühle in Neuendorf erwähnt. Diese soll nach alten Unterlagen 1841 abgebrannt sein, wurde aber vermutlich wieder aufgebaut.
Die Einwohnerzahl lag im Jahr 1846 bei 160. Im Jahr 1870 wurde der größte Teil von Neuendorf durch einen Großbrand zerstört. Bis zur Volkszählung am 1. Dezember 1871 stieg die Einwohnerzahl nach dem Wiederaufbau auf 191 an. Die Verdeutschung der früher sorbischsprachigen Bevölkerung war damals bereits seit längerem abgeschlossen, Arnošt Muka zählte 1884 keinen sorbischen Einwohner mehr. Am 3. März 1898 wurde der Haltepunkt an der Bahnstrecke Falkenberg–Beeskow in Betrieb genommen. Zu Beginn des 20. Jahrhunderts lebten in der Landgemeinde Neuendorf 157 und im Gutsbezirk 26 Einwohner. Nach dem Ende des Zweiten Weltkrieges wurde Neuendorf Teil der Sowjetischen Besatzungszone und ab 1949 der DDR. Bei der Kreisreform am 1. Juli 1950 wechselte die Gemeinde Neuendorf aus dem Landkreis Luckau in den Landkreis Lübben (Spreewald), bei der Gebietsreform zwei Jahre später wurde die Gemeinde dem neuen Kreis Lübben im Bezirk Cottbus zugeordnet.
Am 1. Januar 1974 wurde Neuendorf in die Stadt Lübben eingemeindet. Nach der Wiedervereinigung gehörte Neuendorf als Ortsteil von Lübben zunächst zum brandenburgischen Landkreis Lübben, der im Dezember 1993 im neuen Landkreis Dahme-Spreewald aufging. Im Juni 1996 wurde der Betrieb der Bahnstrecke Falkenberg–Beeskow und damit auch des Haltepunktes Neuendorf eingestellt.

## Bevölkerungsentwicklung
| Jahr | Einwohner |
| ---- | --------- |
| 1875 | 189       |
| 1890 | 201       |

| Jahr | Einwohner |
| ---- | --------- |
| 1910 | 190       |
| 1925 | 168       |

| Jahr | Einwohner |
| ---- | --------- |
| 1933 | 163       |
| 1939 | 153       |

| Jahr | Einwohner |
| ---- | --------- |
| 1946 | 210       |
| 1950 | 206       |

| Jahr | Einwohner |
| ---- | --------- |
| 1964 | 201       |
| 1971 | 212       |

Gebietsstand des jeweiligen Jahres

## Einrichtungen und Wirtschaft

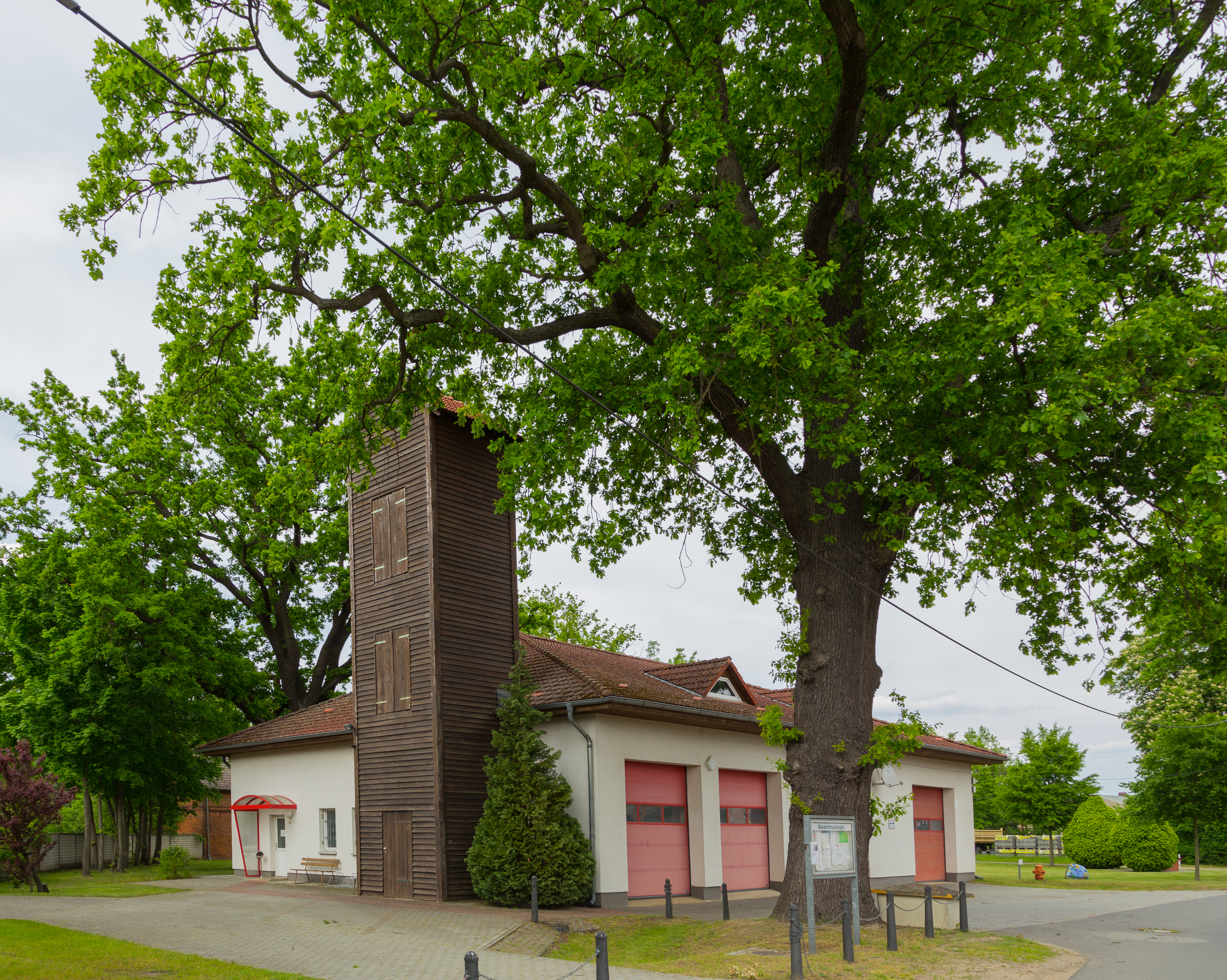
Feuerwehrhaus der Freiwilligen Feuerwehr

Die Löschgruppe Neuendorf der Freiwilligen Feuerwehr Lübben stellt den Brandschutz im Ort sicher. Zu der Feuerwehr gehören auch eine Jugend- und eine Kinderfeuerwehr.
Südlich von Neuendorf zwischen der Bundesstraße 87 und der Bahnstrecke Falkenberg–Beeskow liegt ein kleines Industriegebiet. Dort sind unter anderem ein Großmarkt der Metro AG, eine Zweigniederlassung der AHC Gruppe (Mercedes-Benz-Autohaus) und eine Produktionsstätte der Firma Schollglas ansässig.